# Valle-di-Mezzana
Valle-di-Mezzana é uma comuna francesa na região administrativa de Córsega, no departamento de Córsega do Sul. Estende-se por uma área de 6,99 km². 